# Ulpiano Babol
Ulpiano Amistoso Babol (Cebu, 9 aprile 1936 – Cebu, 12 settembre 1973) è stato un nuotatore filippino, che ha partecipato alle Olimpiadi di Melbourne 1956, gareggiando nei 400m sl e nella Staffetta 4x200m sl.
Fu selezionato anche per gareggiare nei 1500m sl, ma alla fine non vi gareggiò.
Ai Giochi asiatici, ha avuto le maggiori soddisfazioni, vincendo 1 medaglia nell'edizione del 1958.